# Le Pègue
Le Pègue település Franciaországban, Drôme megyében. Lakosainak száma 363 fő (2022. január 1.). Le Pègue Rousset-les-Vignes, Montbrison-sur-Lez, Teyssières, Montjoux és Roche-Saint-Secret-Béconne községekkel határos.

## Népesség
A település népességének változása:
| Lakosok száma | 198  | 305  | 369  | 375  | 378  | 366  | 364  | 368  | 365  | 363  |
|               | 1968 | 1982 | 1990 | 2006 | 2013 | 2015 | 2017 | 2019 | 2020 | 2022 |